# Fatima Khatun
Fatima (en persan : Fāṭima khātūn) (en chinois : 法提玛), morte en 1246, est une figure influente de l’Empire mongol en tant que favorite et ministre de Töregene Khatan, qui est régente de l’empire entre 1241 et 1246.

## Biographie

### Éducation
Les miracles de Fatima sont détaillés dans l’ouvrage Histoire des conquérants du monde dans un chapitre intitulé « Incident concernant Fatima Khatun » (Ta'rikh-i Jahan-Gusha , ماجرای فاطمه خاتون) », écrit par l’historien persan et fonctionnaire mongol Ata-Malik Juvainii, son contemporain.
Fatima est originaire de la ville de Tus, dans l’Iran actuel, près de la ville de Meshed. Elle est chiite d'origine tadjike ou persane.
Selon l’historien Ata-Malik Juvayni elle est capturée par l’armée mongole lors de l'invasion mongole de l'Empire khwarezmien, elle est réduite en esclavage. Elle est amenée dans  l'Empire mongol jusqu'à la capitale mongole Karakorum. Elle est réduite à l’esclavage et à la prostitution.
À une date inconnue, elle est donnée en esclavage ou entre simplement en contact avec Töregene, la belle fille de Gengis Khan par son mariage avec Ögedeï.
Son origine sociale n'est pas certaine mais son parcours dans l'Empire mongol indique deux éléments : ses capacités personnelles et un statut social certainement élevé de naissance. Le fait qu'elle soit capable de prendre des décisions concernant les préoccupations financières de l’empire implique des aptitudes, une formation et une perspicacité sociopolitique.

### Période de la régence de Töregene
En 1241, après la mort d'Ögedei, le pouvoir passe aux mains d'une de sa veuve, Möge (qui avait également été auparavant l'une des épouses de Gengis Khan).
Cependant, au printemps 1242, Töregene Khatan assume tous les pouvoirs en tant que régente avec le soutien de ses fils et de Djaghataï. Elle prend le titre de Grand Khatan et remplace les ministres de son défunt mari par les siens. L'une des remplaçantes est Fatima, qui devint son membre le plus influent du cabinet.
Le chroniqueur Juvaini, qui désapprouve l’implication des femmes dans la politique, écrit qu’elle bénéficie d’un accès permanent à la tente de la régente. Selon lui, elle devient la complice de confidences intimes et la dépositaires de secrets cachés. Elle joue un rôle politique, tandis que des ministres plus âgés sont empêchés de le faire. Elle est libre de donner des ordres et des interdictions.
Grâce à l'influence de Fatima, Abdur Rahman, un fermier musulman, est nommé responsable de l'administration générale du nord de la Chine.
Son rétablissement auprès de ses proches sayyid malgré l’esclavage témoigne de la poursuite des modèles de prestige social musulman après la conquête mongole.
Bien qu'avoir une femme à un poste ministériel soit inhabituel au XIIIe siècle, Fatima atteint une position très puissante à la cour mongole. On peut noter qu’a la court de Töregene, d’autres femmes sont nommées à des postes d’influence et comme Fatima aucune n’est d’origine mongole.

### Déclin
En 1246, le fils de Töregene, Güyük, accède au pouvoir et sa mère quitte la régence.
Malgré le rôle joué par Töregene pour assurer l’élection de son fils au poste de Khagan, tous les deux n’entretiennent pas de bonnes relations.
Le frère de Güyük, Khadan, accuse Fatima d’utiliser la sorcellerie pour nuire à sa santé. Lorsqu'il meurt quelques mois plus tard, Güyük insiste pour que sa mère livre Fatima pour qu’elle soit exécutée. Töregene refuse et menace de se suicider pour contrarier son fils.
Güyük fait arrêter Fatima, la torture et l'exécute par noyade,. Son corps est jeté dans la rivière près de Smarcande. Tous ceux qui lui sont liés, y compris ceux de Meshed qui se prétendent de sa famille, sont soumis à un interrogatoire sévère.
Les partisans de Töregene au sein de la maison impériale sont simultanément purgés. Dans les 18 mois suivant la mort de Fatima, Töregene elle-même décède dans des circonstances encore inexpliquées.

## L’empire mongol et la magie
Les Mongols ont un fort sentiment de méfiance envers la magie, démontré dans le rapport de Jean de Plan Carpin et de contemporains qui ont visité le plateau mongol en même temps que Fatima.

« ［Les Mongols] font un grand usage de la divination, des présages, de la voyance intestinale, de la sorcellerie et de la magie, et croient que lorsque le diable répond, c’est Dieu qui parle… Omission… En outre, ils croient que tout peut être purifié par le feu. C’est pourquoi, lorsqu’un messager, qu’ils s’agisse d’un souverain ou de n’importe qui d’autre, vient à eux, ils le laissent passer entre les deux feux, lui et le cadeau qu’il porte. Ceci afin de les purifier et d’éviter qu’ils ne pratiquent la sorcellerie avec du poison ou toute autre mauvaise chose qu’ils auraient apportée avec eux. »

— Jean de Plan Carpin, Histoire des Mongols
Dans les écrits de Jean de Plan Carpin, on peut voir que les Mongols du XIIIe siècle étaient méfiants, sans faire clairement la distinction entre l’assassinat par le poison et par la magie. Il est souligné que cette aversion pour la magie mongole peut s’être reflétée dans la terrible exécution de Fatima.

## Dans la culture populaire
Fatima apparaît comme un personnage mineur dans le film Marco Polo (1962) et dans la série télévisée chinoise La Légende de Kublai Khan (2013).
Elle inspire Jaadugar, la légende de Fatima (天幕のジャードゥーガル (ja) (Tenmaku no Jaadugar?), un manga de Tomato Soup sorti à partir de 2021 et publié en France chez Glénat. L’histoire est librement inspirée par la vie de Fatima.